# Sant Martí del Puig
Sant Martí del Puig és una església al terme municipal de Gisclareny (Berguedà) inclosa en l'Inventari del Patrimoni Arquitectònic de Catalunya. L'església de Sant Martí del Puig és a la vall del Bastareny, enlairada sobre un turó.
És un edifici d'una sola nau coberta amb volta de canó i coronada amb un absis a llevant amb una finestra de doble esqueixada. És de reduïdes dimensions i amb parament de pedra irregular, disposat en filades i unit amb morter. L'absis té una finestra d'arc de mig punt de doble esqueixada i sense cap altre tipus d'ornamentació. La porta d'entrada, al mur de migjorn, està feta amb carreus de pedra diferents dels de la resta del parament i amb un arc de mig punt adovellat. A ponent s'alçà un gros campanar d'espadanya que abraça tota l'amplada del mur, amb dues obertures.
L'edifici ha sofert moltes modificacions, sobretot en afegir-se dos cossos al segle xviii, a manera de capelles laterals al mur de migjorn i tramuntana. Al centre de la nau i hi ha unes escales que baixen a la cripta amb sostre encofrat, segurament una fossa funerària d'època posterior al romànic.
Sant Martí és actualment sufragània de l'església parroquial de Gisclareny però en origen fou cap de parròquia. El 1255 el prevere Balaguer en tenia cura, després d'una avinença feta entre el prior de Sant Jaume de Frontanyà i el capellà J. Pruners. Els clergues que regien l'església del Puig obtenien com a benefici les seves rendes i també els de l'església de Gavarrós. A finals del segle xiii (1289) el capellà de Sant Martí del Puig fou multat pel bisbe d'Urgell perquè vivia en concubinat. El 1368 l'església era sufragània de Santa Maria de Gisclareny. A finals del s. XVIII ho era Sant Miquel de Turbians.